# Normas sexuales
Las normas sexuales pueden referirse a normas personales o sociales. La mayoría de culturas tienen normas sociales relacionadas con la sexualidad y definen lo que se considera sexualidad normal como aquella que consiste únicamente en ciertos actos sexuales entre personas que cumplen criterios específicos de edad, no consanguinidad (en comparación con el incesto ), raza/grupo étnico (en comparación con relaciones interraciales) y/o de roles sociales o nivel socioeconómico.
En la mayoría de sociedades, el término normal identifica una gama o espectro de conductas. Así, en vez de que cada acto sea simplemente categorizado como «aceptable» o «inaceptable», muchos actos sexuales son vistos como «aceptados en mayor o menor medida» por diferentes personas, y la opinión respecto a cuán normales o aceptables son depende en gran medida de la persona que forma la opinión, así como de la cultura misma. De acuerdo con información obtenida gracias estudios sexológicos, las vidas sexuales de muchas personas del común suelen ser muy diferentes en privado de las creencias populares respecto a lo normal.
Las normas sexuales restrictivas o no restrictivas pueden ser interpretadas de manera positiva o negativa por diferentes culturas y subculturas. Cuando normas sexuales no restrictivas se consideran positivamente, puede  hablarse de «libertad sexual», «liberación sexual»  o «amor libre». Cuando son consideradas negativamente, son a menudo llamadas «libertinaje». En el caso de normas sociales restrictivas, si se juzgan negativamente, se puede hablar de opresión sexual, mientras que si se juzgan positivamente, pueden considerarse como un estímulo a la castidad, el «autocontrol sexual» o la «decencia sexual», y se utilizan términos negativos para referirse la sexualidad a la que se refieren, por ejemplo, términos como abuso sexual o perversión.

## Actitudes sociales
En Occidente, la noción de normalidad ha sido objeto de enorme debate, yendo desde posiciones universalistas a posiciones relativistas. Así, por ejemplo, hay quienes optan por definir la sexualidad normal como cualquier práctica sexual que no implique lo que se considera perversión sexual. No obstante, definiciones como ésta implican la existencia de una larga lista de perversiones sexuales que, en sí mismas, revelan supuestos tácitos sobre normas culturales. Recientemente, por ejemplo en la sociedad occidental, hay un debate respecto a la práctica consensual de parafilias que en otros tiempos eran consideradas inaceptables o incluso patológicas.
En particular, el debate se centra en si «cualquier actividad realizada en privado entre adultos que consienten, siempre y cuando no sea ilegal» es permisible o no. Un ejemplo de esto es el cambio en occidente respecto el debate reciente alrededor de la permisibilidad de la no monogamia consensuada o el poliamor,o si la monogamia en serie debe ser considerada como la norma, a veces llamado «mononormatividad».
Otro caso importante es el del matrimonio igualitario, especialmente tras la revolución sexual de los años 1960. Tal liberalización de actitudes ha dado lugar a la despenalización de la homosexualidad en muchos países, tras el innovador informe Wolfenden en el Reino Unido. La monogamia ha sido la norma tradicionalmente en occidente, así como numerosas otras regiones, particularmente a través de su expansión política y cultural, formalizada en la institución legal y religiosa del matrimonio. Gracias a la creciente aceptación del divorcio, existe una tendencia en los países occidentales a ver la monogamia en serie (que las personas pueden empezar una nueva relación con otra pareja, pero solo después de una separación o divorcio) como un estilo de vida heterosexual normal. También existe un movimiento hacia el reconocimiento de las relaciones homosexuales de largo plazo (véase matrimonio entre personas del mismo sexo).
Asimismo, en los países occidentales hay una mayor aceptación de las uniones de hecho sin requerir la sanción de una forma de matrimonio reconocida por la Iglesia, el Estado o el sistema legal, comparado con la norma tradicional que consideraba el sexo premarital como un itpo de fornicación.
Tales tendencias liberalizadoras pueden contrastarse con tendencias conservadoras que buscan revertir estos patrones de comportamiento, alentando a los jóvenes a optar por roles, creencias y conducatas aceptados tradicionalmente y a practicar abstinencia sexual o estilos de vida no promiscuos antes del matrimonio.
Hay una tendencia opuesta a la liberalización sexual, que considera estos cambios en las normas sexuales como una fuerza destructora de la sociedad y se opone a ellos. Esta tendencia conservadora se asocia a menudo, aunque no exclusivamente, con personas altamente religiosas y es común en gran parte del cristianismo oriental y occidental (tanto católico como protestante), así como en el islam en Oriente Medio, África y Asia, así como en otros grupos religiosos devotos como el judaísmo ultraortodoxo en Israel. En esos países suele haber fuerte oposición asexualidades no tradicionales y a la liberación sexual.
Tal conflicto entre tendencias liberalizantes y conservadoras y a perspectivas sobre la aceptabilidad o el control de las normas sociales y sexuales ha sido en parte fuente de malestar social, tanto en culturas orientales como occidentales.